# Pelacentrum
× Pelacentrum, (abreviado Plctm) en el comercio, es un híbrido intergenérico entre los géneros de orquídeas Ascocentrum × Pelatantheria. Fue publicado en Orchid Rev. 82(971) cppo: 10 (1974).